# Spirorbis corallinae
Spirorbis corallinae är en ringmaskart som beskrevs av de Silva, Knight-Jones 1962. Spirorbis corallinae ingår i släktet Spirorbis och familjen Serpulidae. Arten är reproducerande i Sverige. Inga underarter finns listade i Catalogue of Life.